# Сотара
Сотара (исп. Sotará) — город и муниципалитет на юго-западе Колумбии, на территории департамента Каука. Входит в состав Центральной провинции.

## История
Поселение, из которого позднее вырос город, было основано 12 марта 1879 года. Муниципалитет Сотара был выделен в отдельную административную единицу в 1920 году.

## Географическое положение

Муниципалитет Сотара

Город расположен в юго-восточной части департамента, в горной местности Центральной Кордильеры, на расстоянии приблизительно 18 километров к югу от города Попаян, административного центра департамента. Абсолютная высота — 2531 метр над уровнем моря.
Муниципалитет Сотара граничит на севере с территорией муниципалитета Попаян, на северо-западе — с муниципалитетом Тимбио, на западе — с муниципалитетами Ла-Сьерра и Росас, на юге и юго-западе — с муниципалитетом Ла-Вега, на востоке — с муниципалитетом Пурасе, на юго-востоке — с территорией департамента Уила. Площадь муниципалитета составляет 517,7 км².

## Население
По данным Национального административного департамента статистики Колумбии, совокупная численность населения города и муниципалитета в 2015 году составляла 16 968 человек.
Динамика численности населения муниципалитета по годам:
| 2005   | 2006   | 2007   | 2008   | 2009   | 2010   | 2011   | 2012   | 2013   | 2014   | 2015   |
| ------ | ------ | ------ | ------ | ------ | ------ | ------ | ------ | ------ | ------ | ------ |
| 15 696 | 15 774 | 15 890 | 16 000 | 16 135 | 16 264 | 16 397 | 16 548 | 16 683 | 16 834 | 16 968 |

Согласно данным переписи 2005 года мужчины составляли 51,5 % от населения Сотары, женщины — соответственно 48,5 %. В расовом отношении белые и метисы составляли 55,8 % от населения города; индейцы — 44,2 %.
Уровень грамотности среди всего населения составлял 89,1 %.

## Экономика
Основу экономики Сотары составляют сельское хозяйство и лесозаготовка.
65,2 % от общего числа городских и муниципальных предприятий составляют предприятия торговой сферы, 34,8 % — предприятия сферы обслуживания.